# Onondaga

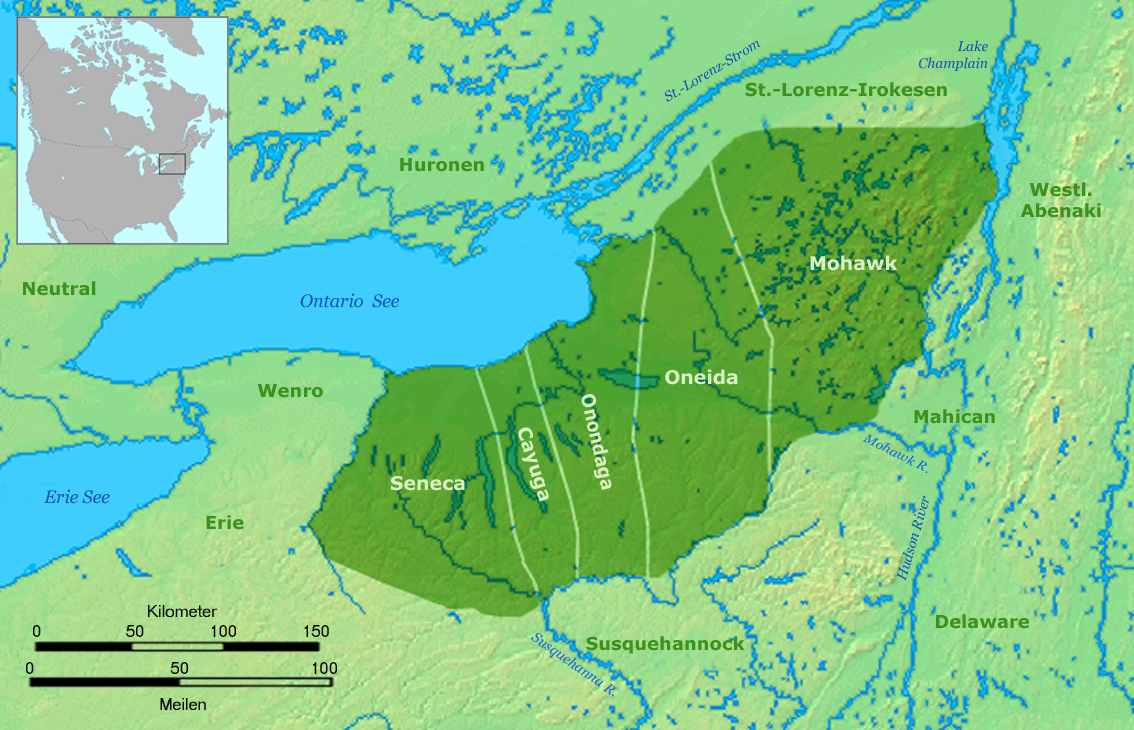
Die Onondaga innerhalb der fünf Nationen der Irokesen, Stammesgebiet um 1650

Die Onondaga oder Onoñda’gega’ bzw. Onöñda’gaga’ („Volk vom Ort auf den Hügeln, d. h. von Onondaga“) sind der zentrale bzw. mittlere Stamm der Haudenosaunee („Leute des Langhauses“), besser bekannt als Irokesenliga oder -Konföderation, einem Bündnis aus ursprünglich fünf (später sechs) Stämmen oder Nationen der Irokesischen Sprachfamilie. Im allgemeinen Sprachgebrauch werden diese Stämme als Irokesen bezeichnet. Sie sind eine der indigenen Gruppen der Indianer Nordamerikas.
Heute leben Angehörige der Onondaga Nation im Onondaga-Reservat in Nedrow bei Syracuse in den Vereinigten Staaten, sowie im Six-Nations-of-the-Grand-River-Reservat in Ontario, Kanada.

## Territorium
Im siebzehnten Jahrhundert lagen die Dörfer der Onondaga zwischen dem Cazenovia Lake und dem Onondaga Lake, in einem Gebiet, das sie schon in den beiden Jahrhunderten zuvor bewohnt hatten. Ihr bevorzugtes Jagdgebiet erstreckte sich vom Lake Ontario im Norden bis zu den Quellflüssen des Chenango Rivers im Süden und umfasste das gesamte heutige Onondaga County. Hier befanden sich die Sommerlager der Onondaga, während sie im späten Herbst mit ihrer Jagdbeute in ihre festen Dörfer zurückkehrten. In der Zeit vor dem Kontakt mit Europäern spielten die bekannten Salt Springs (Salzsümpfe) bei Syracuse offenbar keine Rolle. Nach Ankunft der Weißen änderte sich die Situation und der wirtschaftliche Nutzen des Salzes wurde zunehmend für die Weißen, aber auch für die Onondaga von Bedeutung.

## Kultur und Lebensweise

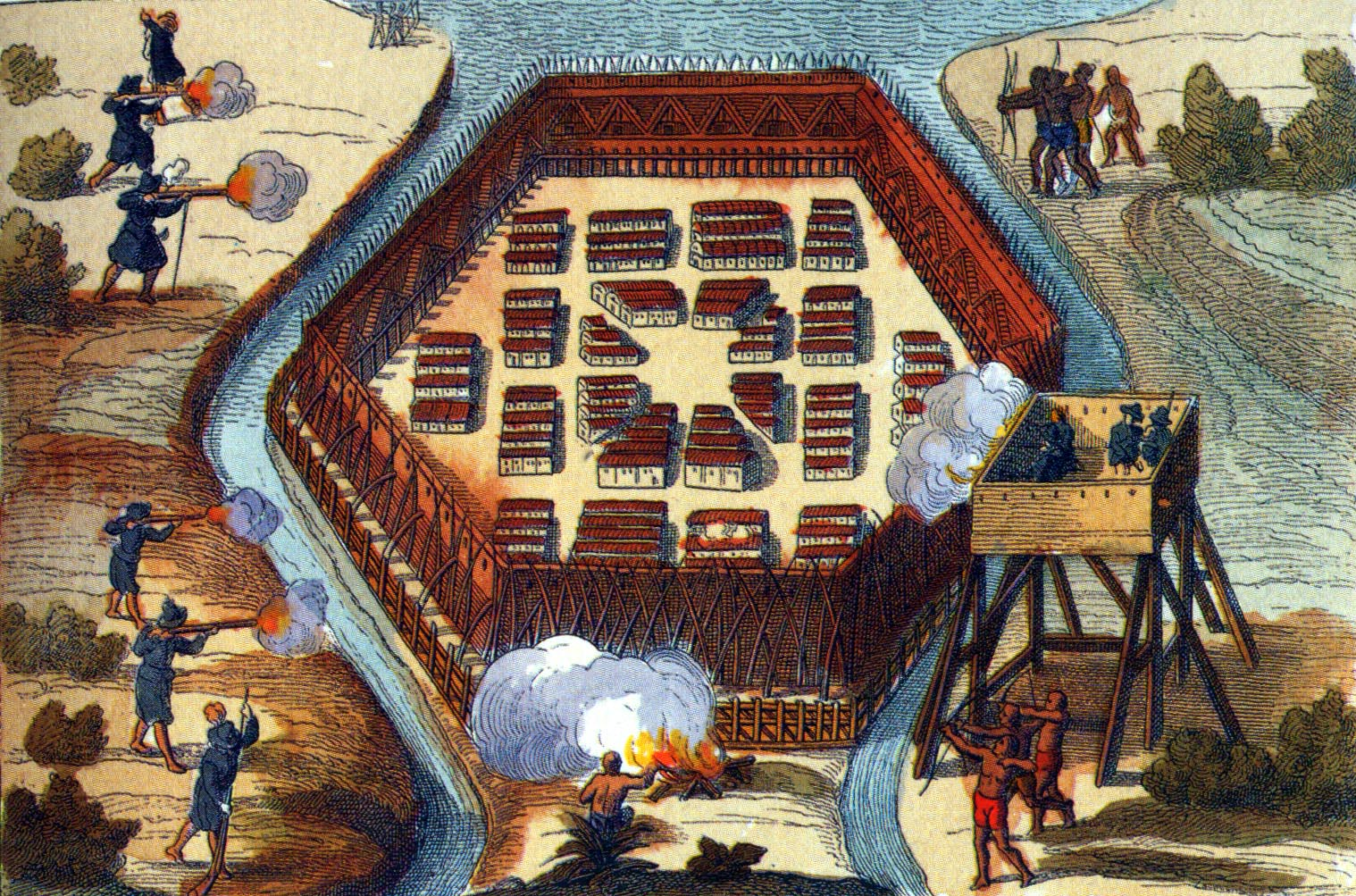
Französischer Angriff auf ein befestigtes Dorf der Onondaga, 1615

Die Irokesenliga wurden vom Großen Rat geführt, der immer in Onondaga tagte. Jeder der beteiligten Stämme konnte eine bestimmte Anzahl an Sachems in den Rat schicken, der aus insgesamt fünfzig Personen bestand. Die Onondaga wurden von zwölf Sachems vertreten. Die Sitzordnung war genau festgelegt. Auf der einen Seite des Ratsfeuers saßen die Mohawk und Seneca, ihnen gegenüber befanden sich die Oneida und Cayuga. Zwischen beiden Blöcken saßen die Onondaga als Schiedsrichter und Bewahrer des Feuers. Bei Meinungsverschiedenheiten mussten die Onondaga vermitteln, Kompromisse vorschlagen und schließlich eine Entscheidung treffen, die zumeist akzeptiert wurde. Die später aufgenommenen Tuscarora besaßen keine Stimme im Rat.
Die Irokesen nutzten Wampumschnüre als Dokumentation ihrer Verträge. Wampum waren Meermuschelschalen, die zu röhrenförmigen Zylindern geschliffen und in bestimmter Anordnung auf Schnüre aufgezogen wurden. Als Gründungsurkunde des Irokesenbundes existierten fünfzig Wampums, die als Erinnerungshilfe dienten und in einem besonderen Langhaus von den Onondaga aufbewahrt wurden. Wampumschnüre spielten zudem eine Rolle im Kult der Onondaga und aller Irokesen. Im 17. Jahrhundert erschien einem Onondaga angeblich der Schöpfer Tharonhiawagon in Gestalt eines Zwerges und forderte die Opferung von Wampums (stellvertretend für Wertschätzung und Aufrichtigkeit), Sonnenblumenkernen (für Pflanzennahrung) und weißen Hunden (für Fleischnahrung) beim Traumdeutungsfest im Rahmen der Mittwinterzeremonie. Früher wurden dabei bis zu zehn Hunde getötet und verbrannt. Heute treten bunte Bänder an die Stelle der Hunde und Wampums.
Wenn der Boden ausgelaugt war und das Feuerholz in der Nähe knapp wurde, veränderten die Onondaga alle zehn bis zwanzig Jahre die Ortslage ihres Dorfes (siehe auch: Wanderfeldbau). Dennoch bewohnten sie niemals mehr als zwei Dörfer. Das größere Dorf, Onondaga, galt als Hauptort der gesamten Irokesenliga und hier wurden die Ratsversammlungen abgehalten. Das zweite Dorf war wesentlich kleiner. Ein Bericht der französischen Jesuiten um 1677 sagt aus, dass sich in Onondaga über 140 Langhäuser befanden, während das kleinere, rund vier Kilometer entfernte Dorf, aus nur 24 Häuser bestand. 1681 besuchte Pater Jean de Lamberville die Onondaga. Diese verlegten gerade ihren Hauptort um zehn Kilometer, in dem sie neunzehn Jahre lang gelebt hatten. Sie schafften ihre Nahrungsvorräte und sonstige Habe an den neuen Wohnort auf der Ostseite des Butternut Creeks beim heutigen Ort Jamesville.
Im Verlauf der Kriege gegen die Franzosen zogen die Onondaga zunächst in die Berge am Butternut Creek und um 1720 nach Westen an den Onondaga Creek. Im achtzehnten Jahrhundert wurden die Onondagadörfer kaum angegriffen und benötigten deshalb keinen Schutz durch Palisaden. Die Dörfer waren nicht mehr konzentriert angelegt, sondern die Ein- und Zwei-Familienhäuser zogen sich über eine längere Strecke am Fluss entlang. 1743 besuchte John Bartram den Hauptort der Onondaga und berichtete von etwa vierzig Häusern, die größtenteils von zwei Familien bewohnt waren und sich über drei bis fünf Kilometer auf beiden Seiten des Flusses ausdehnten. Nur das Rathaus war in der Art eines traditionellen Langhauses konstruiert. Es war mit Baumrinde bedeckt, rund 24 Meter lang, 5 Meter breit und hatte einen 1,8 Meter breiten Mittelgang. In etwa 1,50 Metern Höhe waren Regale an beiden Längsseiten befestigt, darunter befanden sich 30 Zentimeter hohe Bänke zum Sitzen oder Liegen. Außerdem gab es im Langhaus rund 3 Meter breite Familienabteile, die sich über beide Seiten des Mittelgangs erstreckten.
In den folgenden Jahren zogen sämtliche Onondaga-Familien auf die Westseite des Flusses. 1750 berichteten die zu den Mährischen Brüdern gehörenden Frederick Cammerhoff und David Zeisberger von fünf kleinen Dörfern und einer Anzahl alleinstehender Häuser der Onondaga.

## Geschichte

### Biberkriege

Karte von Neufrankreich um 1750.

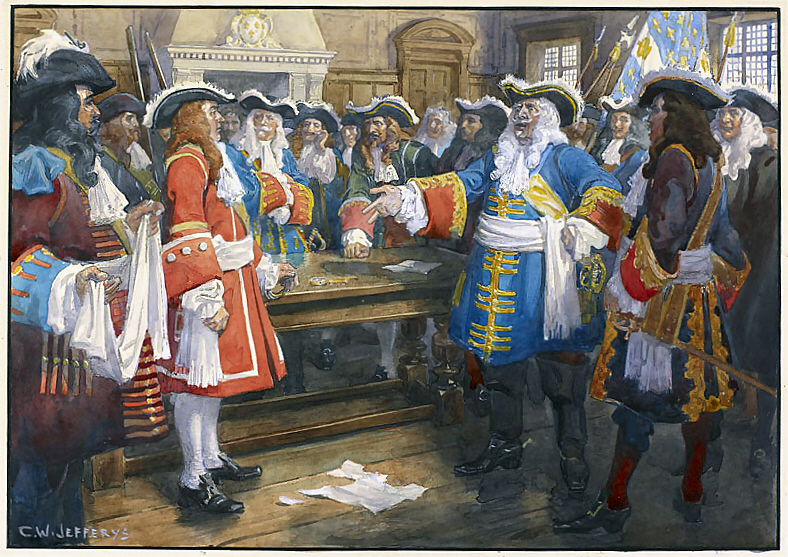
Frontenac empfängt 1690 eine englische Delegation, die die Kapitulation Quebecs fordert.

Die Politik der Irokesenliga im siebzehnten und achtzehnten Jahrhundert war von Intrigen bestimmt, die das Verhältnis zwischen Holländern, Engländern, sowie Franzosen und ihren indianischen Verbündeten im Westen und Norden belasten sollten. Dabei spielten die Onondaga im Verlauf der sogenannten Biberkriege eine führende Rolle. Diese Politik intensivierte sich, nachdem die Huronen 1649 vernichtend geschlagen worden waren, die bis dahin den indianischen Handel mit den Franzosen beherrscht hatten. Weitere Vernichtungsfeldzüge wurden gegen die mit den Huronen alliierten Petun und Tionontati, sowie später gegen Erie und Susquehannock geführt. Um ihre Verluste an Menschen durch Kriege und eingeschleppte europäische Krankheiten auszugleichen, wurden Mitglieder der unterlegenen Stämme adoptiert.
Nach dem erfolgreichen Krieg gegen die Erie waren die westlichen Irokesenstämme (Seneca, Cayuga und Onondaga) bestrebt, mit den Franzosen Frieden zu schließen. Außerdem hofften sie, die von den Mohawk ausgehandelten Bedingungen mit Fort Orange zu umgehen. Die Mohawk galten als Mittler zwischen den holländischen Händlern und den übrigen Irokesenstämmen im Westen, die eine Art Zoll entrichten mussten. 1653 reiste eine Onondaga-Delegation zu Friedensverhandlungen nach Montreal. Im darauffolgenden Jahr besuchte der Jesuiten-Pater Simon Le Moyne die Onondaga. Auf seinem Rückweg nach Montreal wurde er von den Mohawk gefangen genommen. Sie ließen ihn erst dann frei, nachdem die begleitenden Onondaga sie dazu überredet hatten. 1656 errichteten die Jesuiten am Lake Onondaga die permanente Mission Sainte Marie de Gannentaha (Lake Onondaga). Die Aversionen gegen die Franzosen nahmen zu und schon 1658 mussten die vorher gewarnten Missionare die Mission verlassen, die kurz darauf zerstört wurde.
Dennoch gab es eine pro-französische Fraktion bei den Onondaga und 1661 bekamen die Jesuiten eine Einladung, zum Onondaga Lake zurückzukehren. Infolgedessen verbrachte Pater Le Moyne den nächsten Winter bei den Onondaga. Im folgenden Jahr führten die westlichen Irokesen Krieg gegen die Susquehannock. Zudem wurden ihre Dörfer von einer Pockenepidemie heimgesucht, so dass sie die Franzosen um Hilfe bitten wollten. Doch ein irreführendes Gerücht über die Ankunft einer Armee französischer Soldaten, um die Irokesen zu vernichten, vereitelte die Kontaktaufnahme. Im Frühling 1664 waren die Onondaga noch immer in eine pro- und antifranzösische Fraktion unterteilt, schickten jedoch eine Delegation zu Friedensverhandlungen nach Montreal. Die Mission scheiterte, weil die Abgesandten unterwegs von Algonkin überfallen und getötet wurden oder in Gefangenschaft gerieten. Die Mohawk waren gegen eine Allianz mit den Franzosen und versuchten, diese zu verhindern. Nachdem Der Gouverneur von Neufrankreich, Alexandre de Prouville de Tracy, 1666 zahlreiche Mohawk-Dörfer niedergebrannt hatte, waren auch die Mohawk zum Frieden bereit. Zur gleichen Zeit errichteten die Jesuiten die neue Mission Saint Jean Baptiste bei den Onondaga. Der Friedensvertrag mit den Franzosen bedeutete jedoch nicht, dass der irokesische Handel mit den Holländern in Albany eingestellt wurde. 1669 waren die Onondaga erneut in einen verlustreichen Krieg mit den Susquehannock verwickelt. Die Jesuiten berichteten, dass nahezu sämtliche Krieger der Onondaga in diesem Krieg getötet wurden. Der Krieg gegen die Susquehannock endete 1675 und es kam bald darauf wieder zu Spannungen mit den Franzosen. Die Mohawk wollten einen größeren Konflikt vermeiden, da ein Teil ihrer Stammesangehörigen inzwischen nach Norden als Verbündete der Franzosen an den Sankt-Lorenz-Strom gezogen war. Die im Mohawk Valley gebliebenen Mohawk wollten in einem Krieg keinesfalls gegen ihre eigenen Verwandten kämpfen. Die wachsenden Spannungen, besonders zwischen den Seneca und den Franzosen, nahmen zu und die Jesuiten sahen sich veranlasst, in den frühen 1680er Jahren die meisten ihrer Missionen zu schließen. 1687 führte Jacques-René de Brisay eine französische Expedition gegen die Seneca, um deren Dörfer zu zerstören.
Der Krieg zwischen Frankreich und den Irokesen dauerte bis 1696, teilweise gleichzeitig mit dem King William’s War (1689–1697). Louis de Buade de Frontenac führte 1696 einen Feldzug gegen die Onondaga und Oneida. Als die Onondaga die Übermacht der aus Franzosen und Indianern bestehenden Armee erkannten, brannten sie ihr durch Palisaden geschütztes Hauptdorf selbst nieder und ergriffen die Flucht. Die Franzosen vervollständigten die Zerstörung, indem sie die Maisfelder außerhalb des Dorfes vernichteten. 1701 schlossen die Irokesen sowohl mit den Franzosen (Großer Friede von Montreal) als auch mit den Engländern einen Friedensvertrag, dennoch gab es bei den Onondaga nach wie vor eine etwa gleich große pro-englische und eine pro-französische Fraktion.

### Oswegatchie
Die jesuitischen Missionare kehrten zu den Onondaga zurück, doch schon 1709 mussten sie wieder fliehen; ihr Missionsgebäude und die Kapelle wurden niedergebrannt. In den folgenden Jahren versuchten Franzosen und Engländer vergeblich, in Onondaga ein Fort zu bauen. 1725 errichteten die Engländer einen Handelsposten in Oswego, um hier den Pelzhandel aus dem Westen zu konzentrieren. Oewego entwickelte sich zu einem der wichtigsten Pelzhandelszentren im gesamten amerikanischen Nordosten. In der folgenden Zeit handelten die Irokesen nicht nur mit den Franzosen im Norden und Westen, sondern auch mit den Engländern in Pennsylvania und verschiedenen Indianerstämmen in der Region. Die Irokesenliga war bestrebt, ihre Position ebenfalls auf politischer Ebene zu festigen. Im Verlauf der Verhandlungen mit den beteiligten Mächten reisten mehrere französische und englische Delegationen nach Onondaga in die Hauptstadt der Irokesen.
Nicht nur Pelzhändler waren daran interessiert, mit den Irokesen in Kontakt zu kommen. Die Onondaga erhielten zum Beispiel zwischen 1750 und 1755 Besuch von Missionaren der Mährischen Brüder unter David Zeisberger. Der Ausbruch des Franzosen- und Indianerkriegs (1754–1762) verhinderte weitere friedliche Treffen mit Europäern. Ab 1749 zogen Angehörige der Onondaga, Oneida und Cayuga nach La Presentation, einem Fort in der Nähe des heutigen Odgensburg. Das Fort lag an der Einmündung des Oswegatchie Rivers in den Sankt-Lorenz-Strom, der hier relativ schmal ist. Es sollte Fort Frontenac und den oberen Sankt-Lorenz vor englischen Angriffen schützen und den Handelsverkehr auf dem Fluss regulieren. Das Fort war den Irokesen vom Sulpizianer-Missionar Abbé François Picquet empfohlen worden. La Presentation wurde später in Oswegatchie umbenannt und die dort lebenden Indianer nannte man Oswegatchie. Obwohl die neue Siedlung im ersten Jahr von Mohawk-Kriegern teilweise zerstört wurde, wuchs sie unter Piquets Leitung schnell. 1649 siedelten dort sechs Familien, im folgenden Jahr waren es 87 und 1751 schon 396 Personen. Kurz danach gab es über 500 Familien, die sich auf mehrere Dörfer verteilten. Um 1753 gab es dort so viele Onondaga, dass der Mohawk-Häuptling Hendrick feststellte, das Feuer in Onondaga sei fast erloschen. Sir William Johnson vermutete 1754, die Hälfte aller Onondaga sei inzwischen in Oswegatchie angekommen. Infolge Picquets Missionsarbeit waren zu dieser Zeit rund hundert Indianer zum Christentum konvertiert.
Die Oswegatchie standen im Franzosen- und Indianerkrieg auf der Seite Frankreichs. Die in Onondaga zurückgebliebenen Stammesangehörigen blieben zum großen Teil neutral. Nach der Niederlage und dem Tod von Louis-Joseph de Montcalm 1760 in Quebec hatten die Franzosen den Krieg in Nordamerika verloren. François Picquet verließ La Presentation, um nicht in englische Gefangenschaft zu kommen und reiste über Fort Michilimackinac den Mississippi hinab nach New Orleans. Die Indianer blieben nach dem Krieg weiterhin in Oswegatchie und 1768 wurden dort etwa hundert Krieger gezählt. Im Amerikanischen Unabhängigkeitskrieg stand Oswegatchie auf britischer Seite, die dort eine Garnison unterhielten. Im April wurde diese von Indianern unter der Führung von zwei amerikanischen Offizieren aus Fort Schuyler (später Fort Stanwix) erfolglos angegriffen. Nach dem Krieg wurden die Bewohner von Oswegatchie nach Indian Point in Lisbon gebracht. Im Jahr 1796 bestand der Ort aus 23 Häusern. Die Häuser sahen alle gleich aus und lagen auf beiden Seiten einer Straße, die parallel zum Fluss verlief. Es waren Zweifamilienhäuser mit zwei Feuerstellen, einem Schornstein und Glasfenstern. Das Dorf war zumeist nur im Winter bewohnt; im Sommer waren die Bewohner zum Jagen und Fischen am Black Lake. Um 1806 setzten die amerikanischen Siedler beim Bundesstaat New York durch, dass die Oswegatchie das Dorf verlassen mussten und an verschiedene Orte deportiert wurden.

### Auflösung der Stammeseinheit
Zu Beginn des Unabhängigkeitskrieges zählten die in ihrer Heimat gebliebenen Onondaga etwa 800 Stammesmitglieder. Sie waren ähnlich wie die übrigen Angehörigen der Irokesenliga in drei Fraktionen gespalten, nämlich pro-britisch, pro-amerikanisch und neutral. Die pro-britische Fraktion war offenbar die stärkste, denn die Amerikaner unter John Sullivan und James Clinton griffen 1779 im Rahmen ihres Feldzugs gegen die Irokesenliga speziell Onondaga an und zerstörten Häuser und Maisfelder. Zahlreiche Onondaga flohen anschließend nach Fort Niagara. Nach dem Krieg um 1784 entschieden sich 225 Onondaga, dem Mohawk-Häuptling Joseph Brant nach Kanada in das Six-Nations-Reservat zu folgen. Die dort versammelten Angehörigen der Irokesenliga entfachten erneut das verloschene Ratsfeuer der Konföderation. Ein zweites Feuer wurde in Buffalo Creek angezündet, wo zu dieser Zeit zahlreiche Seneca, aber auch Cayuga und Onondaga lebten. Auf diese Weise gab es nun zwei Ratsfeuer, das eine in Kanada und das andere in den Vereinigten Staaten. Jede Gruppe wurde von Häuptlingen mit erblichem Titel geführt. In den frühen 1790er Jahren lebten etwa 300 Onondaga in Buffalo Creek und rund 100 in ihrer alten Heimat im Dorf Onondaga. 1806 gab es 143 Stammesangehörige in Onondaga, die in 21 Häusern wohnten. Offenbar kehrten in den folgenden Jahren einige Onondaga aus Kanada zurück, denn 1821 wurde von 272 Angehörigen in Onondaga berichtet, während 115 in Buffalo Creek und 70 in Allegany lebten. Um 1830 und 1833 gab es 310 Stammesangehörige in Onondaga, 94 in Buffalo Creek und 80 in Allegany.
Das Ratsfeuer und die Wampum-Aufzeichnungen der Konföderation blieb im Dorf am Buffalo Creek, obwohl es zahlreiche Irokesen nach Onondaga zurückholen wollten. Erst nach dem Tod von Captain Cold, dem Hüter des Ratsfeuers, im Jahr 1847 kehrte beides zurück nach Onondaga. Etwa 150 Onondaga lebten am Ende des 19. Jahrhunderts in den drei Reservaten Allegany, Seneca und Tuscarora im Westen des Bundesstaats New York, davon die meisten in der Allegany Reservation im Cattaraugus County.

### Das Onondaga-Reservat in New York
Im Vertrag von Fort Schuyler 1788 (an den Ruinen der früheren Fort Stanwix) traten die Onondaga ihr gesamtes Land an den Staat New York ab, ausgenommen ein etwa 258 km² großes Stück Land im Onondaga County. Diese Fläche entsprach ungefähr dem Gebiet der heutigen Stadt Berlin. In einem 1793 unterzeichneten Vertrag verkauften die Onondaga rund drei Viertel davon. In den folgenden Jahren kam es zu weiteren Landverkäufen, bis schließlich von den ehemaligen 256 km² nur noch 24,7 km² (6.100 Acres) übrig blieben. Als Erlös erhielten die Onondaga $33.380 in bar, für $1.000 Kleidung, $2.430 Rente und 150 Bushel (35 Liter) Salz.
Auf die Onondaga wurde weiterhin Druck ausgeübt, ihr verbliebenes Land in New York zu verkaufen und nach Westen zu ziehen. In zwei 1838 und 1842 unterzeichneten Verträgen verkauften sie ihr restliches Land. Eine Gruppe Onondaga zog nach Kanada, andere blieben jedoch in New York im Onondaga-Reservat. Wie andere Irokesen in den Reservaten lebten die Onondaga dort im Wesentlichen vom Fischfang und der Jagd. Als ihr Jagdgebiet immer kleiner wurde und weiße Farmer das Land besiedelten, wurde das Wild knapp und sie mussten sich auf Farm- und Lohnarbeit umstellen, um ihren Lebensunterhalt zu verdienen. Zur selben Zeit breitete sich die neue Religion von Handsome Lake unter den Irokesen aus. Etwa zwei Jahre nach der Vision Handsome Lakes von 1799 kam eine Häuptlings-Delegation der Onondaga nach Buffalo Creek und hörte die Predigt des Propheten. Sie waren so beeindruckt, dass sie anschließend dem Alkoholkonsum entsagten. Lake übte großen Einfluss auf die Onondaga aus und besuchte sie mehrmals in ihrem Reservat, bis er 1815 auf einer Reise dorthin starb. Er wurde im Boden unter dem Rathaus begraben und ein steinernes Denkmal markiert heute die Stelle.
In der ersten Hälfte des neunzehnten Jahrhunderts bemühten sich zahlreiche Priester, die Onondaga zum Christentum zu bekehren, allerdings mit nur wenig Erfolg. Noch immer gab es Vorbehalte gegenüber christlichen Missionaren. In den 1840er Jahren verringerten sich die Widerstände gegen Kirchen und Schulen. 1848 wurde eine neue Methodistenkirche gebaut. Schon seit 1845 gab es eine Schule und im folgenden Jahr stellte der Bundesstaat New York Geld zum Neubau einer Schule und zur Anstellung eines Lehrers zur Verfügung. Dennoch hatte das Christentum nur für wenige Onondaga ausreichende Anziehungskraft. Um 1890 gab es unter den Stammesmitgliedern 23 Methodisten, 21 Weysleyaner und 24 Episkopalianer bei insgesamt 494 Bewohnern des Onondaga-Reservats. Die Langhaus-Religion hatte noch immer die meisten Anhänger, zu denen auch die Onondaga-Häuptlinge gehörten. Die Onondaga waren nach wie vor die Hüter des Feuers der Irokesenliga im Staat New York und die Bewahrer der Wampums, bis diese 1898 dem New York State Museum in Albany übergeben wurden.

### Situation seit 1970

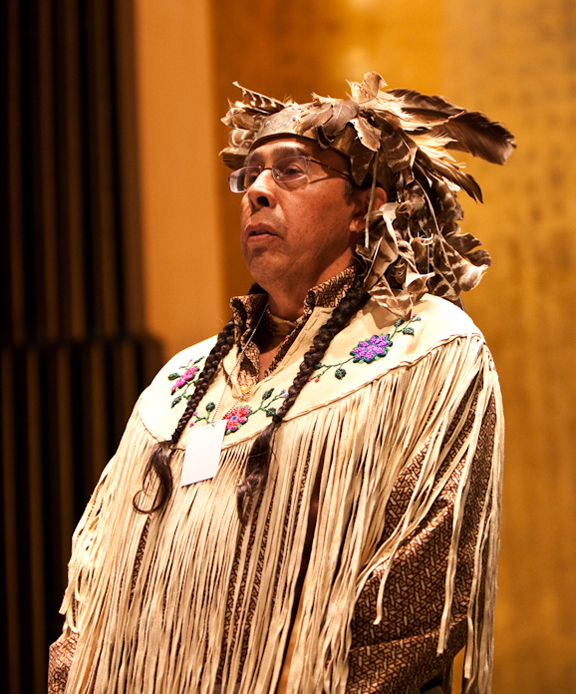
Tadodaho oder Sidney Hill, Onondaga, spricht vor den Vereinten Nationen, 2009

Die Onondaga besitzen auch heute noch das 24,7 km² große Reservat südlich von Syracuse bei Nedrow im Bundesstaat New York. Hier lebten in den 1970er Jahren rund 1.000 Onondaga und einige Irokesen aus anderen Stämmen. Sie wohnten in Einfamilienhäusern, die entlang der Straßen im Reservat errichtet worden waren. Die Häuser waren klein, besaßen keine sanitären Anlagen, waren häufig ohne Elektrizität und wurden mit Holzöfen beheizt.
Das Dorf liegt an der Route 11A etwa 8 km südlich von Syracuse. Es besitzt eine Grundschule, drei Kirchen (Methodisten-, Wesleyaner- und Episkopalianer-Kirche), das Onondaga-Langhaus, ein Gemeindehaus und eine Feuerwehr. Die meisten Bewohner verdienen ihren Lebensunterhalt als angelernte oder qualifizierte Arbeiter in Fabriken der Umgebung, jedoch arbeitet niemand mehr als Farmer. Besonders bei jungen Leuten gibt es ein zunehmendes Interesse für kunsthandwerkliche Arbeiten in traditioneller Technik und Stilart, wie zum Beispiel Kleidung, Schmuck, sowie Skulpturen aus Holz und Stein zu Themen der früheren irokesischen Lebensweise.
Die Mehrheit der Bewohner sind Christen und besuchen eine der Kirchen im Reservat oder in Syracuse. Jede der Kirchen bietet die Teilnahme am Kirchenchor, Altardienst oder der Sonntagsschule an. Diese Dienste fördern die gewünschten sozialen Kontakte zur weißen Bevölkerung. Dennoch identifizieren sich schätzungsweise ein Viertel der Bewohner mit den Lehren von Handsome Lake und bezeichnen sich selbst als Anhänger des Council House (Langhaus-Religion). Außer den kirchlichen Aktivitäten gibt es nachbarschaftliche Hilfeleistungen, wie Reparaturen am Haus, Neubau von Häusern, Unterstützung bei der Garten- und Feldarbeit, der Maisernte und der Brennholzbeschaffung für Bedürftige, sowie weitere soziale Dienste. Ältere Bewohner finden Hilfe beim Holzhacken und -stapeln, oder sie finden mitten im Winter Wildfleisch, das vor ihrer Eingangstür abgelegt wurde. Die nächtlichen Spender möchten anonym bleiben und die Empfänger nicht in Verlegenheit bringen. Wer körperlich behindert ist, kann sich im Bedarfsfall an die Gruppe False Face (Bund der Falschgesichter) wenden. Das Onondaga Volunteer Fire Department (Freiwillige Feuerwehr) ist ein weiteres Beispiel für Hilfe auf Gegenseitigkeit in der indianischen Gesellschaft. In jedem Jahr findet ein Feuerwehrfest statt, bei dem Geld zur Unterstützung der Feuerwehr gesammelt wird. Es werden traditionelle indianische Speisen angeboten, wie Indianerbrot, Maissuppe und gerösteter Mais. Darüber hinaus gibt es indianisches Kunsthandwerk und die Vorführung von alten Tänzen und Spielen, wie Box-Lacrosse (Hallen-Lacrosse), eine Spezialität der Onondaga.
Das Onondaga-Reservat wird von einem Stammesrat regiert, dessen Mitglieder aus Häuptlingen mit ererbtem Titel bestehen. Diese werden von der Klanmutter, normalerweise der ältesten Frau im Klan, ausgewählt. Der Stammesrat entscheidet in sozialen, politischen, religiösen und wirtschaftlichen Angelegenheiten des Stammes. Er bestimmt, wer berechtigt ist, im Reservat zu leben. Zu Beginn der 1970er Jahre verhinderte er beispielsweise, dass für den Bau eines Highways ein Stück Land ihres Reservats enteignet wurde.
Laut Zensus aus dem Jahr 2010 leben im Onondaga-Reservat bei Syracuse 468 Stammesangehörige.
Im Six Nations of the Grand River-Reservat in Kanada gibt es zwei Gruppen (engl. bands) der Onondaga. Die Onondaga Clear Sky zählten im August 2012 insgesamt 770 und die Bearfoot Onondaga 593 Bandmitglieder.